# Oxireno
El oxireno es un compuesto químico heterocíclico hipotético que contiene un anillo insaturado de tres miembros que contiene dos átomos de carbono y un átomo de oxígeno. Su estructura básica se deriva formalmente del ciclopropeno donde un grupo metileno se sustituye por un átomo de oxígeno. Como nunca se ha observado, la sustancia se estudia principalmente mediante técnicas computacionales de química cuántica. Como la configuración es extremadamente tensa y se propone que sea un sistema de electrones antiaromáticos de 4 π, se espera que el oxireno sea de muy alta energía e inestable según estos cálculos. Además, los diferentes métodos computacionales sacan conclusiones diferentes sobre si la estructura constituye una molécula verdadera (es decir, un mínimo local en la superficie de energía potencial) o simplemente es un estado de transición entre dos especies moleculares isoméricas.

## Historia
La primera fase del estudio de los oxirenos está marcada por tres artículos científicos erróneos de la síntesis de este compuesto químico. Los oxirenos aparecieron por primera vez en la literatura química en 1870, cuando Berthelot afirmó que la oxidación del propino dio metiloxireno. Reaparecieron medio siglo después, con el artículo de Madelung y Oberwegner de que la reacción de una α-clorocetona con una base dio difeniloxireno.
En 1952, Schubach y Franzen informaron equivocadamente también de que el 5-decino (dibutilacetileno) reaccionaba con el ácido peroxietanoico (ácido peracético) para dar dipropiloxireno:
La segunda y actual fase de la química del oxireno comenzó en 1968 con la demostración de Strausz y colaboradores, de que una especie con la simetría de un oxireno está involucrada en la descomposición de α-diazocetonas. Estos oxirenos sustituidos (como intermedios o estados de transición) pueden estar involucrados en los reordenamientos de carbonilcarbeno observados en el reordenamiento de Wolff. La evidencia computacional también apunta a la intermediación de oxirenos en la ozonólisis de alquinos. Sin embargo, nunca se ha aislado u observado espectroscópicamente oxireno.